# Paganese Calcio 1926 2014-2015
Questa voce raccoglie le informazioni riguardanti la Paganese Calcio 1926 nelle competizioni ufficiali della stagione 2014-2015.

## Rosa
| N. |                   | Ruolo | Calciatore                    |
| -- | ----------------- | ----- | ----------------------------- |
|    | Italia (bandiera) | P     | Angelo Casadei                |
|    | Italia (bandiera) | P     | Vincenzo Marruocco (capitano) |
|    | Italia (bandiera) | D     | Alessandro Armenise           |
|    | Italia (bandiera) | D     | Alessandro Vinci              |
|    | Italia (bandiera) | D     | Nicolò Dionida                |
|    | Italia (bandiera) | D     | Michele Galloppo              |
|    | Italia (bandiera) | D     | Armando Perna                 |
|    | Italia (bandiera) | D     | Angelo Tartaglia              |
|    | Italia (bandiera) | D     | Antonio Bocchetti             |
|    | Italia (bandiera) | D     | Leonardo Moracci              |
|    | Italia (bandiera) | D     | Luigi Djibo Badji             |
|    | Italia (bandiera) | D     | Marco Schiavino               |
|    | Italia (bandiera) | D     | Nico Paterni                  |
|    | Italia (bandiera) | D     | Riccardo Bolzan               |
|    | Italia (bandiera) | D     | Tommaso Cancelloni            |
|    | Italia (bandiera) | C     | Diego Acunzo                  |
|    | Panama (bandiera) | C     | Eric Herrera                  |
|    | Italia (bandiera) | C     | Nicola Malaccari              |
|    | Italia (bandiera) | C     | Francesco Bergamini           |

| N. |                    | Ruolo | Calciatore          |
| -- | ------------------ | ----- | ------------------- |
|    | Italia (bandiera)  | C     | Matteo Calamai      |
|    | Italia (bandiera)  | C     | Vincenzo De Liguori |
|    | Italia (bandiera)  | C     | Daniele Franco      |
|    | Italia (bandiera)  | C     | Nicola Gai          |
|    | Marocco (bandiera) | C     | Ibrahim Maaroufi    |
|    | Italia (bandiera)  | C     | Pietro Baccolo      |
|    | Italia (bandiera)  | A     | Salvatore Aurelio   |
|    | Italia (bandiera)  | A     | Tommaso Biasci      |
|    | Italia (bandiera)  | A     | Cristiano Bussi     |
|    | Italia (bandiera)  | A     | Domenico Girardi    |
|    | Italia (bandiera)  | A     | Francesco Deli      |
|    | Italia (bandiera)  | A     | Lorenzo Longo       |
|    | Italia (bandiera)  | A     | Simone Russini      |
|    | Brasile (bandiera) | A     | William Lacerda     |
|    | Italia (bandiera)  | A     | Giancarlo Malcore   |
|    | Italia (bandiera)  | A     | Onofrio Guerriero   |
|    | Italia (bandiera)  | A     | Giuseppe Caccavallo |
|    | Italia (bandiera)  | A     | Vittorio Bernardo   |
|    | Italia (bandiera)  | A     | Marco Cuoghi        |

## Calciomercato

### Sessione estiva(dall' 01/07 al 01/09)
| Acquisti | Acquisti               | Acquisti      | Acquisti   |
| R.       | Nome                   | da            | Modalità   |
| -------- | ---------------------- | ------------- | ---------- |
| P        | Stefano Addario Paride | Parma         | definitivo |
| P        | Angelo Casadei         | Lanciano      | prestito   |
| D        | Alessandro Armenise    | Prato         | svincolato |
| D        | Antonio Bocchetti      | Pescara       | svincolato |
| D        | Tommaso Cancelloni     | Parma         | prestito   |
| D        | Luigi Badji Djibo      | Atalanta      | prestito   |
| D        | Leonardo Moracci       | Castel Rigone | definitivo |
| D        | Nico Paterni           | Lazio         | prestito   |
| D        | Marco Schiavino        | Crotone       | definitivo |
| D        | Alessandro Vinci       | L.R. Vicenza  | definitivo |
| D        | Angelo Tartaglia       | Parma         | prestito   |
| C        | Pietro Baccolo         | Parma         | prestito   |
| C        | Francesco Bergamini    | Bologna       | prestito   |
| C        | Matteo Calamai         | Viareggio     | svincolato |
| C        | Francesco Deli         | Parma         | prestito   |
| C        | Nicola Gai             | Martina       | definitivo |
| C        | Eric Herrera           | Avellino      | definitivo |
| A        | Cristiano Bussi        | Parma         | prestito   |
| A        | Giuseppe Caccavallo    | Parma         | prestito   |
| A        | Marco Cuoghi           |               | svincolato |
| A        | Domenico Girardi       |               | svincolato |
| A        | Giancarlo Malcore      | Lecce         | definitivo |

| Cessioni | Cessioni                | Cessioni   | Cessioni      |
| R.       | Nome                    | a          | Modalità      |
| -------- | ----------------------- | ---------- | ------------- |
| P        | Stefano Addario Paride  | Savona     | prestito      |
| P        | Giovanni Volturo        | Pavia      | svincolato    |
| D        | Benedetto Iraci         |            | svincolato    |
| D        | Federico Masi           | Bari       | fine prestito |
| D        | Luigi Monopoli          | Bari       | fine prestito |
| D        | Ruben Palomeque         | Bologna    | fine prestito |
| D        | Aniello Panariello      | Arezzo     | svincolato    |
| D        | Marco Perrotta          | Pescara    | fine prestito |
| D        | Juri Toppan             |            | svincolato    |
| D        | Giovanni Tortora        |            | svincolato    |
| D        | Massimo Zamparo         |            | svincolato    |
| C        | Gennaro Acampora        |            | svincolato    |
| C        | Simone Ceccarelli       | Verona     | fine prestito |
| C        | Francesco Deli          | Parma      | definitivo    |
| C        | Domenico Franco         | Chievo     | fine prestito |
| C        | Mauro Gori              | Monospolis | svincolato    |
| C        | Antonio Grillo          | Parma      | svincolato    |
| C        | Laurent Lanteri         | Novara     | fine prestito |
| C        | Giuseppe Palma          | Napoli     | fine prestito |
| C        | Angelo Antonio Pugliese |            | svincolato    |
| C        | Mirko Velardi           | Parma      | fine prestito |
| A        | Mauro Cioffi            | Parma      | fine prestito |
| A        | Carmine De Sena         | Parma      | fine prestito |
| A        | Soma Novothny           | Napoli     | fine prestito |

### Operazioni tra le due sessioni
| Acquisti | Acquisti            | Acquisti | Acquisti   |
| R.       | Nome                | da       | Modalità   |
| -------- | ------------------- | -------- | ---------- |
| C        | Vincenzo De Liguori |          | svincolato |
| C        | Ibrahim Maaroufi    |          | svincolato |
| A        | Vittorio Bernardo   |          | svincolato |

| Cessioni | Cessioni     | Cessioni | Cessioni    |
| R.       | Nome         | a        | Modalità    |
| -------- | ------------ | -------- | ----------- |
| A        | Marco Cuoghi |          | rescissione |

### Sessione invernale(dal 05/01 al 02/02)
| Acquisti | Acquisti          | Acquisti    | Acquisti   |
| R.       | Nome              | da          | Modalità   |
| -------- | ----------------- | ----------- | ---------- |
| D        | Riccardo Bolzan   |             | svincolato |
| D        | Nicolò Dionida    | Lecce       | definitivo |
| D        | Michele Galloppo  |             | svincolato |
| D        | Armando Perna     | Correggese  | svincolato |
| C        | Daniele Franco    | Spezia      | prestito   |
| C        | Nicola Malaccari  | Savoia      | prestito   |
| A        | Salvatore Aurelio | AlbinoLeffe | definitivo |
| A        | Tommaso Biasci    | Livorno     | prestito   |
| A        | Lorenzo Longo     | Bari        | prestito   |
| A        | William           |             | svincolato |
| A        | Simone Russini    | Juventus    | prestito   |

| Cessioni | Cessioni            | Cessioni    | Cessioni      |
| R.       | Nome                | a           | Modalità      |
| -------- | ------------------- | ----------- | ------------- |
| D        | Antonio Bocchetti   | Salernitana | prestito      |
| D        | Marco Schiavino     | Torres      | definitivo    |
| C        | Diego Acunzo        | Parma       | definitivo    |
| C        | Eric Herrera        | Lecce       | definitivo    |
| C        | Ibrahim Maaroufi    |             | svincolato    |
| A        | Vittorio Bernardo   | Catanzaro   | definitivo    |
| A        | Giuseppe Caccavallo | Parma       | fine prestito |
| A        | William             |             | svincolato    |

## Risultati

### Lega Pro

#### Girone di andata
| Arbitro: | Guarino (Caltanissetta) |

|           |           |             |
| Cuffa 27’ | Marcatori | 90+3’ Vinci |

| Arbitro: | Rinaldi (Tivoli) |

|          |           |                            |
| Deli 86’ | Marcatori | 51’ Dall'Oglio 65’ Insigne |

| Arbitro: | Capone (Palermo) |

|             |           |  |
| Tajarol 26’ | Marcatori |  |

| Arbitro: | Morreale (Roma 1) |

|  |           |                    |
|  | Marcatori | 32’ Idda 54’ Cissé |

| Arbitro: | Colarossi (Roma 2) |

|                |           |  |
| Caccavallo 10’ | Marcatori |  |

| Arbitro: | Fourneau (Roma 1) |

|             |           |  |
| Miccoli 13’ | Marcatori |  |

| Arbitro: | Cifelli (Campobasso) |

|  |           |          |
|  | Marcatori | 90’ Osei |

| Arbitro: | Lacagnina (Caltanissetta) |

|               |           |                |
| Calderini 63’ | Marcatori | 82’ Caccavallo |

| Arbitro: | De Angeli (Abbiategrasso) |

|                               |           |                     |
| Caccavallo 65’ De Liguori 75’ | Marcatori | 40’, 47’ Giacomarro |

| Arbitro: | Bichisecchi (Livorno) |

|  |           |                 |
|  | Marcatori | 3’, 44’ Herrera |

| Arbitro: | Giovani (Grosseto) |

|                          |           |              |
| Deli 65’ Qaqi 82’ (aut.) | Marcatori | 72’ Floriano |

| Arbitro: | Marini (Roma 1) |

|  |           |             |
|  | Marcatori | 76’ Girardi |

| Arbitro: | Illuzzi (Molfetta) |

|                        |           |                         |
| Calamai 7’ Girardi 75’ | Marcatori | 34’ Alfageme 71’ Eusepi |

| Arbitro: | Di Martino (Teramo) |

|           |           |  |
| Calil 45’ | Marcatori |  |

| Arbitro: | Massimi (Termoli) |

|             |           |  |
| Herrera 41’ | Marcatori |  |

| Arbitro: | Baldicchi (Città di Castello) |

|                    |           |                            |
| De Vena 69’ (rig.) | Marcatori | 12’ Girardi 76’ Caccavallo |

| Arbitro: | Martinelli (Roma 2) |

|             |           |  |
| Calamai 60’ | Marcatori |  |

| Arbitro: | Giua (Pisa) |

|                             |           |  |
| De Risio 63’ Montalto 90+2’ | Marcatori |  |

| Arbitro: | Baroni (Firenze) |

|  |           |                                                                   |
|  | Marcatori | 11’ (rig.) Sarno 34’ Leonetti 78’ Agostinone 80’ (aut.) Tartaglia |

#### Girone di ritorno
| Pagani 11 gennaio 2015, ore 18:00 CET 20ª giornata | Paganese          | 0 – 0 | Matera | Stadio Marcello Torre (800 spett.)\| Arbitro: \| Colosimo (Torino) \| |
| Arbitro:                                           | Colosimo (Torino) |       |        |                                                                       |

| Arbitro: | Capilungo (Lecce) |

|              |           |            |
| Ungaro 90+2’ | Marcatori | 4’ Calamai |

| Arbitro: | Dionisi (L'Aquila) |

|                       |           |                                    |
| Aurelio 59’ Longo 76’ | Marcatori | 62’ (aut.) Marruocco 82’ Raffaello |

| Arbitro: | Piscopo (Imperia) |

|            |           |  |
| Rajčić 63’ | Marcatori |  |

| Arbitro: | Catona (Reggio Calabria) |

|            |           |             |
| Corona 43’ | Marcatori | 67’ Girardi |

| Arbitro: | Mancini (Fermo) |

|  |           |                         |
|  | Marcatori | 12’ Salvi 89’ Di Chiara |

| Arbitro: | Baroni (Firenze) |

|                          |           |  |
| Jidayi 9’ Di Carmine 65’ | Marcatori |  |

| Pagani 1º marzo 2015, ore 11:00 CET 27ª giornata | Paganese                | 0 – 0 | Cosenza | Stadio Marcello Torre (287 spett.)\| Arbitro: \| Guarino (Caltanissetta) \| |
| Arbitro:                                         | Guarino (Caltanissetta) |       |         |                                                                             |

| Arbitro: | Rapuano (Rimini) |

|              |           |  |
| Caturano 37’ | Marcatori |  |

| Arbitro: | Colarossi (Roma 2) |

|                                                  |           |  |
| Bergamini 6’ Vinci 66’ Russini 81’ Girardi 90+3’ | Marcatori |  |

| Arbitro: | Pillitteri (Palermo) |

|                        |           |           |
| Fall 75’ Turchetta 76’ | Marcatori | 68’ Vinci |

| Arbitro: | Pelagatti (Arezzo) |

|                        |           |                        |
| Tartaglia 28’ Deli 55’ | Marcatori | 3’ Checcucci 90’ Šarić |

| Arbitro: | Caso (Verona) |

|                        |           |  |
| Mazzeo 32’ Lucioni 42’ | Marcatori |  |

| Arbitro: | Paolini (Ascoli Piceno) |

|  |           |                    |
|  | Marcatori | 55’ (aut.) Moracci |

| Arbitro: | Mastrodonato (Molfetta) |

|              |           |          |
| Filosa 90+5’ | Marcatori | 53’ Deli |

| Arbitro: | Piccinini (Forlì) |

|  |           |                  |
|  | Marcatori | 32’ (aut.) Vinci |

| Arbitro: | Bertani (Pisa) |

|           |           |             |
| Ilari 18’ | Marcatori | 38’ Calamai |

| Pagani 3 maggio 2015, ore 15:00 CEST 37ª giornata | Paganese          | 0 – 0 | Martina | Stadio Marcello Torre (600 spett.)\| Arbitro: \| Lanza (Nichelino) \| |
| Arbitro:                                          | Lanza (Nichelino) |       |         |                                                                       |

| Arbitro: | Pillitteri (Palermo) |

|                                 |           |  |
| Maza 36’ Leonetti 76’ Sarno 78’ | Marcatori |  |

### Girone I
| Squadra  | P.ti | G | V | N | P | GF | GS | DR |
| -------- | ---- | - | - | - | - | -- | -- | -- |
| Barletta | 6    | 2 | 2 | 0 | 0 | 2  | 0  | +2 |
| Paganese | 3    | 2 | 1 | 0 | 1 | 2  | 2  | 0  |
| Savoia   | 0    | 2 | 0 | 0 | 2 | 1  | 3  | -2 |

| Arbitro: | Luciano (Lamezia Terme) |

|                            |           |                   |
| Herrera 26’ Caccavallo 60’ | Marcatori | 80’ (rig.) Scarpa |

| Arbitro: | Paolini (Ascoli Piceno) |

|                     |           |  |
| Floriano 35’ (rig.) | Marcatori |  |

## Statistiche

### Statistiche di squadra
| Competizione          | punti | In casa | In casa | In casa | In casa | In casa | In casa | In trasferta | In trasferta | In trasferta | In trasferta | In trasferta | In trasferta | Totale | Totale | Totale | Totale | Totale | Totale | D.R |
| Competizione          | punti | G       | V       | N       | P       | Gf      | Gs      | G            | V            | N            | P            | Gf           | Gs           | G      | V      | N      | P      | Gf     | Gs     | D.R |
| --------------------- | ----- | ------- | ------- | ------- | ------- | ------- | ------- | ------------ | ------------ | ------------ | ------------ | ------------ | ------------ | ------ | ------ | ------ | ------ | ------ | ------ | --- |
| Lega Pro              | 37    | 19      | 5       | 7       | 7       | 18      | 22      | 19           | 3            | 6            | 10           | 12           | 23           | 38     | 8      | 13     | 17     | 30     | 45     | -15 |
| Coppa Italia Lega Pro | 3     | 1       | 1       | 0       | 0       | 2       | 1       | 1            | 0            | 0            | 1            | 0            | 1            | 2      | 1      | 0      | 1      | 2      | 2      | 0   |
| Totale                | 40    | 20      | 6       | 7       | 7       | 20      | 23      | 20           | 3            | 6            | 11           | 12           | 24           | 40     | 9      | 13     | 18     | 32     | 47     | -15 |

### Andamento in campionato
| Giornata  | 1 | 2  | 3  | 4  | 5  | 6  | 7  | 8  | 9  | 10 | 11 | 12 | 13 | 14 | 15 | 16 | 17 | 18 | 19 | 20 | 21 | 22 | 23 | 24 | 25 | 26 | 27 | 28 | 29 | 30 | 31 | 32 | 33 | 34 | 35 | 36 | 37 | 38 |
| --------- | - | -- | -- | -- | -- | -- | -- | -- | -- | -- | -- | -- | -- | -- | -- | -- | -- | -- | -- | -- | -- | -- | -- | -- | -- | -- | -- | -- | -- | -- | -- | -- | -- | -- | -- | -- | -- | -- |
| Luogo     | T | C  | T  | C  | C  | T  | C  | T  | C  | T  | C  | T  | C  | T  | C  | T  | C  | T  | C  | C  | T  | C  | T  | T  | C  | T  | C  | T  | C  | T  | C  | T  | C  | T  | C  | T  | C  | T  |
| Risultato | N | P  | P  | P  | V  | P  | P  | N  | N  | V  | V  | V  | N  | P  | V  | V  | V  | P  | P  | N  | N  | N  | P  | N  | P  | P  | N  | P  | V  | P  | N  | P  | P  | N  | P  | N  | N  | P  |
| Posizione | 8 | 15 | 18 | 19 | 14 | 15 | 17 | 17 | 19 | 13 | 11 | 11 | 11 | 12 | 11 | 9  | 8  | 9  | 9  | 10 | 10 | 10 | 10 | 11 | 11 | 12 | 13 | 14 | 13 | 14 | 14 | 15 | 15 | 15 | 15 | 15 | 15 | 15 |

Fonte:  Lega Pro - Statistiche girone C, su lega-pro.com.
Legenda:

Luogo: C = Casa; T = Trasferta. Risultato: V = Vittoria; N = Pareggio; P = Sconfitta.